# 蓼泉镇
蓼泉镇，是中华人民共和国甘肃省张掖市临泽县下辖的一个乡镇级行政单位。

## 行政区划
蓼泉镇下辖以下地区：
唐湾村、墩子村、湾子村、蓼泉村、寨子村、新添村、上庄村、双泉村和下庄村。